# Manilkara sulcata
Manilkara sulcata là một loài thực vật có hoa trong họ Hồng xiêm. Loài này được (Engl.) Dubard mô tả khoa học đầu tiên năm 1915.